# Rivière Atimokateiw
La rivière Atimokateiw est un affluent de la rive sud du réservoir Gouin, coulant dans le territoire de la ville de La Tuque, dans la région administrative de la Mauricie, au Québec, au Canada.
La rivière Atimokateiw coule entièrement dans le canton d’Aubin, au sud-est du réservoir Gouin. La foresterie constitue la principale activité économique de cette vallée ; les activités récréotouristiques, en second.
Une branche de route forestière dessert la vallée de la rivière Atimokateiw et la péninsule qui s’étire vers le nord sur 30,1 km. Cette branche routière se relie à la route 400 laquelle contourne par la partie sud-est du réservoir Gouin ; elle relie le village de Parent (via la vallée de la rivière Bazin) et le village de Wemotaci qui est situé à l'ouest de La Tuque.
La surface de la rivière Atimokateiw est habituellement gelée de la mi-novembre à la fin avril, toutefois la circulation sécuritaire sur la glace se fait généralement du début décembre à la fin de mars.

## Géographie
Les bassins versants voisins de la rivière Atimokateiw sont :
- côté nord : réservoir Gouin, lac Magnan, lac McSweeney, rivière Wapous ;
- côté est : baie Kikendatch, ruisseau Payolas, rivière Saint-Maurice, rivière Jean-Pierre ;
- côté sud : rivière Pichoui Ouest, rivière Bellerive, rivière Saint-Maurice, rivière Bazin, rivière Drouin ;
- côté ouest : baie Kettle, lac Chapman, réservoir Gouin, rivière Leblanc, lac Nevers, lac des Cinq Milles.

La rivière Atimokateiw prend naissance à l’embouchure d’un lac non identifié (longueur : 0,8 km ; altitude : 469 m). L’embouchure de ce lac de tête est située à :
- 6,6 km au nord-est de l’embouchure de la rivière Atimokateiw (confluence avec une baie du réservoir Gouin) ;
- 24,0 km à l'ouest du barrage à l’embouchure du réservoir Gouin (confluence avec la rivière Saint-Maurice) ;
- 47,9 km au sud-est du centre du village de Obedjiwan (aménagé sur une presqu’île de la rive nord du réservoir Gouin) ;
- 162,9 km au nord-ouest du centre-ville de La Tuque[2].

À partir de l’embouchure du lac de tête, le cours de la rivière Atimokateiw coule sur 14,6 km selon les segments suivants :
- 4,8 km vers le sud, jusqu’à l’embouchure d’un petit lac, situé entre deux montagnes ;
- 4,9 km vers le sud-est en contournant par le nord une montagne dont le sommet atteint 566 m et par le nord d'une seconde montagne dont le sommet atteint 530 m, jusqu’à l’embouchure d’un petit lac ;
- 4,9 km vers le nord-est en formant une courbe vers le sud, jusqu’à son embouchure[3].

La confluence de la Rivière Atimokateiw avec le réservoir Gouin est située à :
- 18,0 km à l'ouest du barrage Gouin ;
- 54,5 km au sud-est du centre du village de Obedjiwan ;
- 66,7 km au nord-ouest du centre du village de Wemotaci ;
- 155,7 km au nord-ouest du centre-ville de La Tuque ;
- 262 km au nord-ouest de l’embouchure de la rivière Saint-Maurice (confluence avec le fleuve Saint-Laurent à Trois-Rivières).

La rivière Atimokateiw se déverse au sud d’une baie s’étendant sur 2,9 km vers le nord, laquelle constitue une extension vers l‘Est du réservoir Gouin ; cette baie est barrée du côté est par une presqu’île s’étirant vers le nord sur 1,6 km. À partir de l’embouchure de cette baie, le courant coule vers l'est sur 18,6 km en traversant la baie Kikendatch jusqu’au barrage Gouin. De là, le courant emprunte la rivière Saint-Maurice jusqu’à Trois-Rivières, où il se déverse sur la rive nord du fleuve Saint-Laurent.

## Toponymie
Cet hydronyme est d’origine autochtone.
Le toponyme Rivière Atimokateiw a été officialisé le 31 mai 1985 à la Commission de toponymie du Québec.